# Воскресенський район (Нижньогородська область)
Воскресенський район (рос. Воскресенский район) — адміністративно-територіальна одиниця (район) та муніципальне утворення (муніципальний район) у північно-східній частині Нижньогородської області Росії.
Адміністративний центр — робітниче селище Воскресенське.

## Історія
Район було утворено 1929 року.

## Населення
| 1939    | 1959    | 1970    | 1979    | 1989    | 2002    | 2003    |
| ------- | ------- | ------- | ------- | ------- | ------- | ------- |
| 41 061  | ↗59 626 | ↘44 520 | ↘34 168 | ↘29 360 | ↘25 083 | ↘25 012 |
| 2008    | 2009    | 2010    | 2011    | 2012    | 2013    | 2014    |
| ↘22 568 | ↘22 158 | ↘21 645 | ↘21 501 | ↘21 177 | ↘20 760 | ↘20 463 |
| 2015    | 2016    | 2017    |         |         |         |         |
| ↘20 018 | ↘19 765 | ↘19 760 |         |         |         |         |